# Karl Dürkefälden
Karl Dürkefälden, vor 1938 Karl Drückefärken, (* 12. April 1902 in Peine; † 24. Oktober 1976 in Celle) war ein deutscher Maschinenbautechniker. Er wurde bekannt durch seine vielfach als Quelle benutzten postum veröffentlichten Aufzeichnungen, durch die offenbar wird, was politisch Interessierte während der Zeit des Nationalsozialismus über das Massensterben der sowjetischen Kriegsgefangenen und den Holocaust in Erfahrung bringen konnten.

## Leben
Karl Dürkefälden wuchs als drittes Kind eines Vorarbeiters bei den Peiner Walzwerken auf, besuchte acht Jahre lang eine einklassige Volksschule und absolvierte bis 1919 eine Schlosser- und Zeichnerlehre in einer Peiner Maschinenbaugesellschaft. Danach arbeitete er im Gießerei-Betriebsbüro der Firma Eisenwerk Wülfel in Hannover und bildete sich an der Leibniz-Akademie weiter zum Maschinenbautechniker. Ende 1924 wurde er arbeitslos und fand nur vorübergehend Arbeit bei verschiedenen Unternehmen. Erst im Juni 1926 fand er wieder eine feste Anstellung. 1931 wurde Dürkefälden durch die Weltwirtschaftskrise erneut arbeitslos und bekam erst im Juni 1934 wieder eine langfristige Anstellung als Konstrukteur bei der Celler Maschinenfabrik Gebrüder Schäfer. Dort blieb er – später als Chefkonstrukteur – bis zum Ende seiner Berufstätigkeit im Juni 1967.
Wegen seiner Tätigkeit in einem kriegswichtigen Betrieb war Dürkefälden vom Wehrdienst freigestellt. Einer politischen Partei hatte er niemals angehört.

## Aufzeichnungen
Die aus den Jahren 1932 bis 1935 stammenden veröffentlichten Aufzeichnungen sind auf Einzelblättern geschrieben und haben anfänglich tagebuchartigen Charakter. Zusammenfassende Aufzeichnungen über die Reichskristallnacht 1938 und ihre Auswirkungen finden sich in heftartig zusammengelegten Doppelblättern, die durch eine umfangreiche Sammlung von Zeitungsausschnitten ergänzt werden. Die Aufzeichnungen von 1941 bis 9. März 1943 über Krieg und Judenmord sind mit Zwischenüberschriften versehen. Für diese Zusammenfassungen haben offenbar Notizen und Unterlagen vorgelegen, die aber fast ausnahmslos verloren gingen.
Die Aufzeichnungen befanden sich in einem Schlafzimmerschrank und hätten bei einer Hausdurchsuchung leicht gefunden werden können.
Als Informationsquellen dienten Dürkefälden – außer eigenen Beobachtungen – die Familienangehörigen, Freunde, Nachbarn und Bekannte, die seiner Verschwiegenheit trauten und sich erstaunlich offen äußerten. Zufallsbekanntschaften, teils mit Urlaubern aus dem Osten, und gezielte Recherchen erweiterten das Spektrum. Auch aus der regionalen Presse konnte er Vieles entnehmen, weil er zwischen den Zeilen las und hinterfragte. Ein eigenes Radio besaß Dürkefälden erst ab März 1939; er hörte den deutschen Dienst des BBC heimlich weiter, auch als dieses als Rundfunkverbrechen strafbar wurde.
Als Dürkefälden im Herbst 1942 am Londoner Rundfunk von der Räumung des Warschauer Ghettos hörte, hielt er dies für glaubhaft; denn er verknüpfte diese Nachricht mit einer  Rede Hitlers im Februar 1942 zum Parteigründungstag, bei der dieser laut Zeitungsüberschrift  verkündet hatte: „Der Jude wird ausgerottet.“  Von seinem auf Urlaub weilenden Schwager erfuhr er, dass sowjetische Kriegsgefangene massenhaft verhungerten und die Einsatzgruppen der Sicherheitspolizei und des SD im Osten die Juden erschossen.

## Rezeption
Dürkefäldens Aufzeichnungen wurden bei vielen historischen Darstellungen als Quelle  herangezogen, so zum Beispiel bei Saul Friedländer als Nachweis, dass schon in den ersten Monaten des Jahres 1942 politisch interessierte Deutsche von der erbarmungslosen Ermordung von Juden wussten. Auch Peter Longerich und Bernward Dörner zitieren sie mehrfach. Die Aufzeichnungen machen klar, dass viele Möglichkeiten bestanden, von den Verbrechen im Nationalsozialismus etwas zu erfahren, wenn Informationen gesammelt sowie Fragen gestellt wurden und Skepsis vorhanden war.